# جمعية كشافة أفغانستان
جمعية كشافة أفغانستان تأسست رسميا في عام 1931 في أفغانستان بمرسوم ملكي. كانت أفغانستان الموقع الثاني لروبرت بادن باول لكي ينشر فكرة الحركة الكشفية في العالم بعد بريطانيا وكان ذلك في عام 1880 ولقد أصبحت عضوا في المنظمة العالمية للحركة الكشفية في 1932 حتى أوقفت الحكومة الأفغانية جمعية الكشافة في عام 1947.  تشكلت الأفغانية الكشافة مرة أخرى بين عامي 1964-1978 ومعترف بها من قبل المنظمة العالمية للحركة الكشفية. 